# Tecucelu Sec
Tecucelu Sec – wieś w Rumunii, w okręgu Gałacz, w gminie Buciumeni. W 2011 roku liczyła 447 mieszkańców.